# Richard Dammers

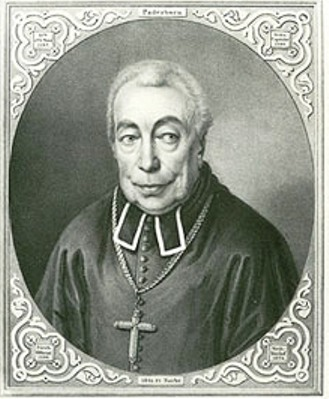
Cornelius Richard Dammers, Lithographie von Carl Wildt um 1841

Cornelius Richard Dammers (* 25. März 1762 in Paderborn; † 11. Oktober 1844 ebenda) war Priester, Jurist und Bischof von Paderborn.

## Leben und Wirken
Dammers war Sohn des aus Hamburg nach Paderborn zugewanderten Kaufmanns Nikolaus Dammers und dessen Ehefrau Maria Sabina Kannengießer, verwitwete Unkraut aus Brilon In Paderborn besuchte Dammers das Gymnasium und studierte später Philosophie und Theologie. Anschließend folgte ein Studium der Rechtswissenschaften in Heidelberg und Göttingen.
Seit 1780 war Dammers Kanoniker am Busdorfer Kapitel in Paderborn. Im Jahr 1786 wurde er zum Priester geweiht und zum Mitglied des Offizialgerichts in Paderborn berufen. Im Jahr 1790 wurde er Assessor und amtierte ab 1799 als Offizial.
Zwischen 1802 und 1827 war Dammers zudem Generalvikar der Diözese Paderborn und Rektor der Universität. In der Zeit des napoleonischen Königreichs Westphalen gehörte er den Reichsständen an.
Im Jahr 1823 wurde Dammers apostolischer Vikar für die dem Bistum Paderborn zugeschlagenen ehemaligen Kurmainzer und Kurkölner Gebiete. Im Jahr 1825 kam auch die ehemalige Abtei Corvey hinzu. Außerdem war er seit 1823 Dompropst in Paderborn.
Am 3. Mai 1824 wurde er als erster Bürgerlicher zum Weihbischof in Paderborn und Titularbischof von Tiberias ernannt. Weihbischof Kaspar Maximilian Droste zu Vischering spendete ihm am 24. August desselben Jahres die Bischofsweihe. Am 27. November 1841 folgte die Wahl zum Bischof von Paderborn, die am 23. Mai des folgenden Jahres vom Papst bestätigt wurde. Am 23. August 1842 wurde der bereits achtzigjährige Dammers in sein Amt eingeführt, das er bis zu seinem Tod ausübte.